# Plum Grove
Plum Grove è un centro abitato degli Stati Uniti d'America situato nella contea di Liberty dello Stato del Texas.
La popolazione era di 600 persone al censimento del 2010.

## Geografia fisica
Plum Grove è situata a 30°12′26″N 95°05′29″W (30.207185, -95.091518).
Secondo lo United States Census Bureau, ha un'area totale di 7,3 miglia quadrate (19 km²).

## Società

### Evoluzione demografica
Secondo il censimento del 2000, c'erano 930 persone, 284 nuclei familiari e 230 famiglie residenti nella città. La densità di popolazione era di 127,2 persone per miglio quadrato (49,1/km²). C'erano 314 unità abitative a una densità media di 42,9 per miglio quadrato (16,6/km²). La composizione etnica della città era formata dal 91,29% di bianchi, lo 0,75% di afroamericani, lo 0,32% di nativi americani, lo 0,22% di asiatici, il 5,38% di altre razze, e il 2,04% di due o più etnie. Ispanici o latinos di qualunque razza erano l'8,60% della popolazione.
C'erano 284 nuclei familiari di cui il 50,4% aveva figli di età inferiore ai 18 anni, il 69,0% aveva coppie sposate conviventi, il 6,0% aveva un capofamiglia femmina senza marito, e il 18,7% erano non-famiglie. Il 15,8% di tutti i nuclei familiari erano individuali e il 4,2% aveva componenti con un'età di 65 anni o più che vivevano da soli. Il numero di componenti medio di un nucleo familiare era di 3,27 e quello di una famiglia era di 3,65.
La popolazione era composta dal 36,1% di persone sotto i 18 anni, il 9,7% di persone dai 18 ai 24 anni, il 33,2% di persone dai 25 ai 44 anni, il 16,8% di persone dai 45 ai 64 anni, e il 4,2% di persone di 65 anni o più. L'età media era di 28 anni. Per ogni 100 femmine c'erano 111,8 maschi. Per ogni 100 femmine dai 18 anni in giù, c'erano 104,8 maschi.
Il reddito medio di un nucleo familiare era di 42.232 dollari e quello di una famiglia era di 44.792 dollari. I maschi avevano un reddito medio di 38.182 dollari contro i 21.250 dollari delle femmine. Il reddito pro capite era di 12.917 dollari. Circa il 10,8% delle famiglie e il 12,7% della popolazione erano sotto la soglia di povertà, incluso il 14,4% di persone sotto i 18 anni e il 5,9% di persone di 65 anni o più.